# Comissão nacional de moral e civismo
A Comissão Nacional de Moral e Civismo surgiu na ditadura militar brasileira (1964-1985). Criada pelo Decreto-Lei n.º 869/1969, foi regulamentada pelo Decreto n.º 68.065/1971. Inicialmente órgão normativo, passou a ser um órgão colegiado ligado ao Ministério da Educação e Cultura (MEC). Foi extinta em 21 de novembro de 1986, pelo Decreto n.º 93.613. 
Seu presidentes foram: General Moacir de Araújo Lopes (1969-1970); Almirante Benjamin Sodré (1970-1972); Almirante Ary dos Santos Rongel (1973-1974); Professor Geraldo Montedônio Bezerra de Menezes (1975-1976); Professor Humberto Grande (1977-1979); General Adolpho João de Paula Couto (1980-1981) e Professora Edília Coelho Garcia (1982-1985).